# رویکرد آدلری
رویکرد آدلری در زمینه شخصیت، نظریه ای است که رویکردی اقتصادی و صرفه جویانه دارد و با چند مفهوم کلیدی و اساسی شخصیت را توصیف می‌کند و مفهوم نهایی آن این است که انسان عضو مهمی از سیستم اجتماعی است.

## نظریهٔ آسیب‌شناسی
با توجه به نظریه آسیب‌شناسی روانی آدلر، شخصیت بیمارگون آن‌هایی هستند که نتوانسته‌اند به شیوه‌ای که از لحاظ اجتماعی سازنده است به برتری برسند. این شخصیت‌ها معمولاً از خانواده‌هایی به وجود می‌آیند که رقابت، بی‌توجهی، سلطه گری، بهره‌کشی یا لوس کردن بر آن‌ها حکمفرماست و تمامی اینها از علاقه اجتماعی جلوگیری می‌کنند. فرزندان این خانواده ها با صدمه زدن به دیگران، برای زندگی کاملتر تلاش می‌کنند. اوا درایکورس،1948 اعتقاد دارد که کودکانی که از علاقه اجتماعی منع شده‌اند برای رسیدن به برتری یکی از چهار هدف خودخواهانه را انتخاب می‌کنند: محبت خواهی، قدرت طلبی، انتقام جویی و اعتراف به نارسایی و شکست. اگر چه درایکورس، این اهداف خودخواهانه را تلاش‌های اولیه کودکانی می‌دانست که بدرفتاری می‌کنند ولی این اهداف می‌توانند تبدیل به صفاتی شوند که به سبک‌های بیمارگون بینجامد.
آدلر، ۱۹۳۶ می‌گوید: سبک زندگی نازپرورده زمانی به وجود می‌آید که والدین شیفته فرزندانشان باشند. آنان تکالیفی را که فرزندان می‌توانند انجام دهند، برعهده می‌گیرند و پیامی که این فرزندان دریافت می‌کنند، این است که قادر به انجام وظایف نیستند و احساس بی کفایتی می‌کنند. عقده حقارت در این کودکان با احساس حقارت پرورش می‌یابد و خودانگاره بی کفایتی را کسب می‌کنند. این شخصیت‌ها فاقد علاقه اجتماعی هستند و تلاش می‌کنند از طریق محبت خواهی مداوم به جبران آن بپردازند. با وجودی که در جامعه مشارکتی ندارند، از دنیا توقع دارند همواره از آن‌ها مراقبت کرده و به آن‌ها توجه کند. کودکانی که تحت سلطه والدین پرورش می‌یابند دچار عقده حقارت می‌شوند و عمیقاً احساس ناتوانی می‌کنند. این کودکان از تکالیف اساسی زندگی دوری می جویند و به اهداف ویرانگر روی می‌آورند. 
هدف کسانی که که همواره زیرسلطه بوده‌اند، رسیدن به قدرتی است که دیگر مجبور نباشند حقارت شدید ناشی از زیر سلطه بودن را تحمل کنند. فرد قدرت طلب فعال ممکن است به فردی یاغی تبدیل شود که برای توجیه کردن اعمال قدرت بر دیگران، با مقامات جامعه از در مخالفت درآید. آدم قدرت طلب نافعال امکان دارد با لجبازی و بی میلی به سازش کردن، بر دیگران مسلط شود. آدلر، ۱۹۳۱ می‌گوید: یکی از رایج‌ترین سبک‌های روان رنجور که از سلطه والدین ناشی می‌شود، سبک وسواسی است. سرزنش، نق نق، ریشخند و عیب جویی دائمی والدین سلطه گر، می‌تواند منجر به ایجاد عقده حقارتی شود که آدم وسواسی احساس می‌کند از حل کردن مشکلات زندگی عاجز است. وقتی این افراد احساس می‌کنند نمی‌توانند از عهده تکالیف خود برآیند با تردید به سمت آینده پیش می‌روند. نداشتن کنترل بر آینده خود در این افراد باعث ایجاد تردید، دودلی و تزلزل می‌شود. بدین دلیل است که متوسل به تشریفات می‌شوند، یعنی تکرار مداوم یک عمل، احساس بی زمانی به فرد می‌دهد و عزت نفس شان را محافظت می‌کند.
کودکانی که بهره‌کشی شده‌اند، کتک خورده‌اند و پایمال شده‌اند، به احتمال زیاد می‌خواهند به جای کمک به جامعه از آن انتقام بگیرند. در نوجوانی و بزرگسالی سبک زندگی پرخاشجویانه‌ای را پرورش می‌دهند که در آن، فعالانه با یورش بردن به جامعه‌ای که سرد و ظالم به نظر می‌رسد حس برتری می‌یابند. افرادی که سبک زندگی منفعل-پرخاشگر را انتخاب می‌کنند به صورت انفعالی انتقام می‌گیرند و دیگران را آزار می‌دهند.
افرادی که با بی‌توجهی و بی تفاوتی بزرگ شده‌اند، آمادگی دارند که شکست و باخت نشان دهند و انتظار ندارند که موفق شوند. پیام این افراد این است که برتر از آن هستند که به دیگران محتاج باشند. این افراد برای این که حس برتری متزلزلشان را تقویت کنند معمولاً دیگران را تحقیر می‌کنند. 
همه شخصیت‌های بیمارگون با مرتکب شدن به اشتباهاتی اساسی، هدف‌های ناسازگارانه می‌سازند.

## نظریهٔ فرایندهای درمانی
اغلب بیماران با توجه به سبک زندگی ای که در کودکی آفریده‌اند، مشغول دنبال کردن جزئیات نقشهٔ شناختی خود می‌باشند تا از الگوهای سبک زندگی و هدف‌هایی که هدایت می‌شوند آگاه گردند. اغلب درمان‎جویان نمی‌خواهند به این واقعیت فکر کنند که زندگی آشفته آن‌ها حاصل سبک زندگی ای است که خود آفریده‌اند. آنها ترجیح می‌دهند خود را قربانی شرایط بیرونی احساس کنند. در نتیجه در فرآیند درمان باید سبک‌های زندگی شناختی بیماران بررسی شود تا آن‌ها آگاه شوند که چگونه زندگی خود را به سمت هدف‌های ویرانگر هدایت می‌کنند.